# Kee Games
Kee Games est un fabricant de jeu vidéo d'arcade qui a exercé son activité de 1973 à 1978. Kee Games était dirigé par Joe Keenan, un ami de longue date de Nolan Bushnell, le cofondateur d'Atari Inc.. Keenan réussit à engager plusieurs transfuges de chez Atari Inc., puis s'installe et fait connaître Kee Games en tant que concurrent de celle-ci. En réalité, Kee Games est une filiale d'Atari Inc., créée dans le but de circonvenir aux distributeurs de flippers et de jeux d'arcade qui exigent des accords exclusifs. Kee Games édite plusieurs clones des jeux Atari Inc., lui permettant de vendre en “exclusivité” le quasi-même jeu à deux distributeurs différents,.
En décembre 1974, la relation entre Atari et Kee Games est découverte. Cependant, Kee Games connaît tellement de succès que les distributeurs veulent acheter les jeux même sans accords d'exclusivité. Au même moment, Atari Inc. fait face à des problèmes financiers et de gestion, alors que Joe Keenan réussit un excellent travail à la tête de Kee Games. La filiale est fusionnée dans Atari Inc. et Keenan est promu président d'Atari Inc.. Atari Inc. continue à utiliser la marque Kee Games pour commercialiser certains de ses jeux jusqu'en 1978, mais dès la fusion tous les jeux sont estampillés : « Kee Games - a wholly owned subsidiary of Atari, Inc. »,.

## Liste de jeux
- Elimination (octobre 1973)
- Spike (mars 1974)
- Formula K (avril 1974)
- Twin Racer (juillet 1974)
- Tank (novembre 1974)
- Pursuit (en) (janvier 1975)
- Indy 800 (avril 1975)
- Tank II (mai 1975)
- Quiz Show (avril 1976)
- Tank 8 (avril 1976)
- Indy 4 (mai 1976)
- Sprint 2 (novembre 1976)
- Drag Race (juin 1977)
- Super Bug (septembre 1977)
- Sprint 1 (janvier 1978)
- Ultra Tank (février 1978)